# La Femme léopard
La Femme Léopard est la cent-vingt-**ième histoire de la série Spirou et Fantasio et, dans cette série, la troisième de Yann et Olivier Schwartz. Elle est publiée pour la première fois dans Spirou du no 3949 au no 3960. Il s'agit de la septième histoire de la collection Le Spirou de….

## Univers

### Synopsis
L'aventure débute en 1946 à Bruxelles, encore très marqué par la Seconde Guerre mondiale.
La capitale belge suffoque sous une implacable canicule. Sur les toits des immeubles du centre ville, une silhouette féminine d'une remarquable agilité saute de toit en toit. Vêtue d'une peau de bête, de léopard, cette femme, est poursuivie par deux robots inquiétants à l'aspect de gorilles cyclopéens ou de  pygmées géants. Elle trouve refuge au Moustic Hôtel, dans la chambre mansardée d'un vieux colon irascible, le colonel Van Praag. Découverte par ce dernier, la sculpturale jeune femme, une Africaine, est blessée à l'épaule par le vétéran à la gâchette sensible.
C'est alors qu'intervient Spirou, groom du Moustic Hôtel.
Spirou a changé : il n'est plus le héros pur et ingénu… il s'est abandonné à l'alcool ! Incapable d'oublier la jeune Audrey, l'héroïque groom noie son chagrin dans l'alcool.
C'est alors que sa rencontre avec la "femme-léopard", Aniota, va agir comme un électrochoc sur Spirou, car l'étrange créature va l'entraîner dans une grande aventure africaine à la recherche d'un fétiche volé à sa tribu ! Et après un petit détour par Saint-Germain-des-Prés, Spirou et Fantasio se retrouveront sur les traces d'anciens nazis (des savants échappés d'Allemagne après mai 1945) spécialistes de l'uranium, et qui se trouvent malgré eux entraînés à élaborer un explosif atomique….